# Telipogon putumayensis
Telipogon putumayensis es una especie  de orquídea epifita. Es originaria de Colombia.

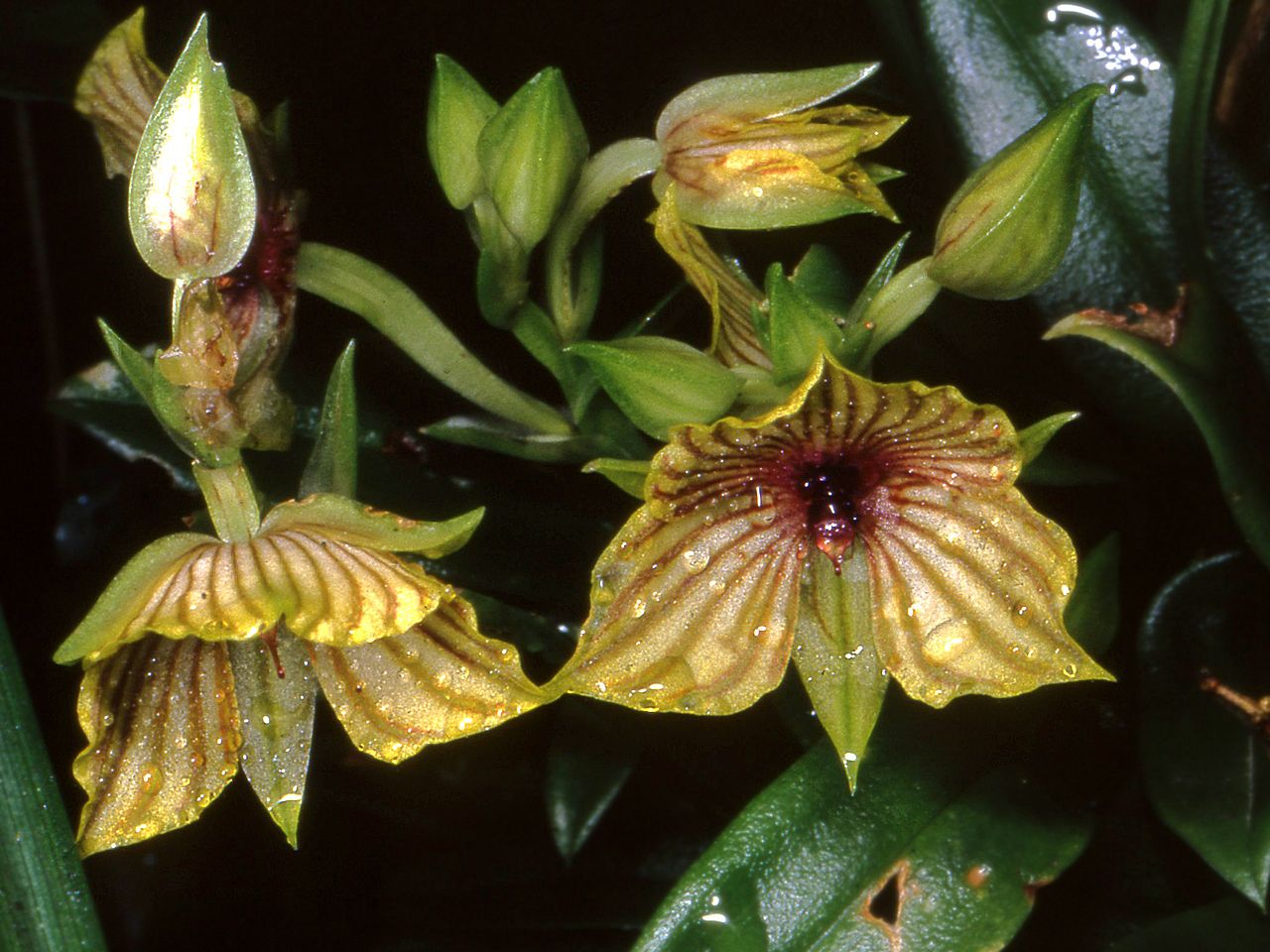
Flor

## Descripción
Es una orquídea de pequeño tamaño, con hábitos de epífita.

## Distribución y hábitat
Se encuentra en Colombia.

## Taxonomía
Telipogon putumayensis fue descrita por Rchb.f. & Warsz. y publicado en Orquideología; Revista de la Sociedad Colombiana de Orquideología 18: 246. 1993.
Etimología
Telipogon: nombre genérico que deriva de las palabras griegas: "telos", que significa final o punto y "pogon" igual a "barba", refiriéndose a los pelos en la columna de las flores.
putumayensis: epíteto geográfico que alude a su localización en Putumayo.